# سالومه (خواننده)
سالومه (به انگلیسی: Salomé) (زاده ۲۱ ژوئن ۱۹۳۹) خوانندهٔ اسپانیایی است.
او در سال ۱۹۶۹ به نماینگی از اسپانیا در مسابقه یوروویژن شرکت کرد و به طور مشترک برنده شد.